# Нондуализам
Нондуализам или недуалност је појам који укључује погледе на свет и одговарајуће теорија, у којима се физички (споља, површно) раздвојени објекти доживљавају као метафизички уједињени и недељиви. Термин се може односити на ниво људске психофизиологије, где се недуалност перцепције јавља као ниво развоја његове свести, или на ментални ниво, где је употреба недуалног схватања света чисто теоријска и није нужно поткрепљено одговарајућим нивоом развоја свести. Тако се у једном случају недвојност јавља као директна визија света, праксе, у другом – као чиста теорија, концепт или модел.

## Концепт
Терминолошки, нондуализам потиче од латинског дуо, што значи „два“, и користи се као превод санскритског израза „адваита“. Међутим, недуална перцепција или разумевање може се пратити у различитим традицијама, стога је то шири, универзални концепт од термина „адваита“, који указује на индо-ведску традицију. Стога се у локалним случајевима могу користити као синоними, али у ширем смислу треба схватити да је Адваита једно од недуалних учења.
Недуалност се сматра схватањем да су дуализам, као и вишеструкост, илузорни феномени и стање свести које одговара овом схватању. Дуалистички поглед на свет повезује се са поделом нечега на субјекте и објекте и њиховом међусобном супротстављањем, њиховом наводном некомпатибилношћу. Ова врста мишљења се назива и субјективно-објектно мишљење. Пример дуалистичких парова:
- Ја сам другачији,
- сопствени/ванземаљац,
- ум/тело,
- човек/жена,
- добро/зло,
- активност/пасивност,
- дуализам/недвојност

и још много тога.
Недуалност, манифестована у филозофским, религиозним или научним гледиштима или теоријама, наводи да не постоји фундаментална разлика између субјекта и објекта, на пример, између свести (духа) и материје, или да је читав феноменолошки свет илузија (са стварношћу која се описује у различитим терминима: као Празнина, Оно што јесте; Нетеизам садржи сличне концептуалне и филозофске информације.
Многе традиције (за које се сада верује да потичу из Азије, али су можда присутне у корену свих учења) тврде да право стање или природа стварности није двојна, и да су све дихотомије на које се наилази или нестварни или нетачни описи који се користе ради погодности или локални случајеви. Иако се ставови о искуству дуалности могу разликовати, традиције недуалности се слажу да се его, или осећај личног, одвојеног ентитета, његовог ауторства акција и контроле, у основи сматра илузијом.
Недуалност се такође може посматрати као пракса, наиме пракса постављања питања сопственој „суштини“, како је то описао Рамана Махарши, са циљем да се доведе до свести о недуалној природи свега што постоји.
Недуалност се такође може односити на једну од две врсте квалитета. Један од њих је квалитет јединства са стварношћу, Богом, Апсолутом. Овај квалитет је познат и може се стећи спонтано и кроз праксу постављања питања. Други квалитет је апсолутне природе, „појмовно одсуство и да и не“.

## Односи

### Нондуализам и монизам
Филозофски концепт монизма је сличан нондуализму. Неки облици монизма тврде да све појаве заправо имају исту суштину. Други облици монизма, укључујући атрибуцијски монизам и идеализам, су концепти слични недуалности. Сам концепт недуалности наводи да су различите појаве неодвојиве, или да не постоји јасна граница између њих, али нису иста ствар. Разлика између ове две тачке гледишта сматра се веома важном у учењима зена, мадјамака и Джогзена, која су у суштини учења о недуалности. Неки каснији филозофски приступи су такође покушали да поткопају традиционалне дихотомије, посматрајући их као суштински неосноване или непрецизне. На пример, један типичан облик, деконструкција, је критиковање бинарних опозиција у тексту, док се проблематизацијом постављају питања о контексту или ситуацији у којој настају концепти као што је дуализам.

### Нондуализам и солипсизам
Нондуализам површно личи на солипсизам, али са становишта недуалности, солипсизам греши у томе што не испитује саму субјективност. Као резултат пажљивог испитивања референта сопства, односно статуса особе као посебног посматрача поља перцепције, испоставља се да је его подложан сумњи на исти начин на који солипсисти доводе у питање постојање. других умова и остатка „спољашњег света”. Недуалност на крају сугерише да је референт „ја“ у ствари вештачки конструкт (само граница која одваја „унутрашње“ од „спољашњег“, у одређеном смислу), чија је трансценденција просветљење.

### Реалност као свест
За следбеника недвојности, стварност на крају није ни физичка ни ментална, већ неизрециво стање или свест. Ова примарна реалност се може назвати:
- "Дух" (Сри Ауробиндо)
- "Брахман" (Санкара),
- "Шива" (Абхинавагупта),
- "Бог",
- "Суњата" (Празнина),
- „Један“ (Плотин),
- "Суштина" (истинско "ја", Ја) (Рамана Махарсхи),
- "Тао" (Лао Це),
- "Апсолутно" (Шелинг)
- „Недвојно“ (Ф. Г. Бредли).

Рам Дас то назива „трећим нивоом“; он тврди да ниједна фраза то не може описати, тако да ће одговарати било која фраза. Шри Ауробиндоова теорија се зове Интегрална Адваита.
Мора се истаћи да, у принципу, ништа као што је недуална тачка гледишта, или теорија, или искуство, заправо не може постојати, једино је могућа свест о Јединству или недуалности. Нико не може тврдити да доживљава недуалност јер сам концепт искуства зависи од разлике између објекта и субјекта, што је већ дуалност. Субјект доживљава опажање објекта, односно нечег одвојеног од субјекта. Дакле, у принципу је немогуће тачно пренети ово јединство речима може бити само недовољан показатељ свести.
Адваита је индијска традиција недуалности, чија је филозофска основа Адваита Веданта, једна од грана хиндуизма. Опште је прихваћено да је Адваита као систем веровања први формулисао Сри Ади Сханкарацхариа у 8. веку. Већина следбеника Смарта се придржава ове теорије о природи душе (Брахман).
Према Рамани Махаршију не види индивидуални его и не доживљава себе (или било кога другог) као „чиниоца“. Ово стање свесности се назива јнана, што значи „знање“ или „мудрост“, што се односи на концепт стања бића у којем се налази у свести о Бићу. Боб Адамсон (Мелбурн, Аустралија), који је својевремено био ученик Нисаргадате Махараџа, следбеника традиције Наванат Сампрадаје, каже да је „јнани“ „присуство сазнања“ које борави у сваком од нас, али нам се чини да је идентификација са „Садржај ума” крије ово знање. Рамесх Балсекар примећује да илузија личног постојања и ауторства радњи (его) пружа могућност појаве објеката перцепције.
Међутим, учитељи као што је Адамсон указују на чињеницу да је садржај ума познат, препознат по присуству или свести која је независна од садржаја ума. Адамсон учи да своју личност формирамо на основу садржаја ума (осећања, сензације, наде, снови, мисли), али наша права суштина или природа је оно што све то посматра – виделац, сведок Себе.

### Будизам
Све школе будизма уче о не-себи (анатта на пали, анатман на санскриту). „Не-Ја“ у будизму није недуалност, већ карактеристика одсуства трајне, недељиве целине, било да је то душа, ум, его или Атман. Концепт недуалности је јединствен за школе махајане и не налази се у Пали канону. Не-дуалност у будизму не значи стапање са врховним Браманом, већ схватање да је дуалност себе/субјекта/особе/посматрача/чиниоца и објекта/света илузија.
Зен је традиција недуалности. Зен се може сматрати религијом, филозофијом или једноставно праксом у зависности од нечије тачке гледишта. Такође се може назвати животним стилом, стилом рада или уметничком формом. Присталице зена не сматрају такве ознаке од помоћи, називајући их „прстом који показује на месец“. Тозан, један од оснивача Сото зен покрета у Кини, створио је учење познато као „Пет редова реалног и идеалног“, које указује на потребу да се избегне подела на Апсолутно и Релативно / Самсара и Нирвана и описује кораке за даље кретање ка пуној свести о Апсолуту у било којој активности.

### Кашмирски шивизам
Кашмирски шивизам је недуална линија шивизма. За кашмирске шаивце, једина реалност је свест, у којој је човекова перцепција дуалности илузија. Стога многи научници кашмирски шаивизам карактеришу као идеалистички или фундаменталистички монизам. Главна начела кашмирског шаивизма су изложена у Шива сутри, Спанда Карика и Вијнана Бхаирава Тантри.

### Таоизам
Концепт ву-веј (кинески ву - не, веј - радити) таоизма се преводи на различите начине (на пример, не-акција, не-акција, одсуство гужве) и има различита тумачења за разликовање овог концепта и пасивности. Из перспективе недуалности, односи се на активности које не укључују сопство. Концепт јин и јанг, који се често погрешно сматра симболом дуализма, заправо изражава концепт да су привидне супротности заправо комплементарни делови једне целине.

### Хришћанство
Неки модерни, мистични облици хришћанства могу бити потпуно недуални, као што су, али не ограничавајући се на учења Мајстера Екарта.
Хришћанска наука се такође може посматрати као учење о недуализму. У глосару појмова који је написала њена оснивачица, Мери Бејкер Еди, материја је дефинисана као илузија, ау дефиницији појединца она пише: „Постоји само једно Ја или Ми, али један божански Закон или Ум који влада свим тим постоји.”

### Гностицизам
Од самог почетка, гностицизам су карактерисали многи примери дуалности и дуализма, укључујући доктрину одвојеног Бога и дуализам манихејства. Као резултат открића Наг Хамади библиотеке апокрифних текстова 1945. године, неки су почели да верују да би Исусова учења могла да одговарају концепту недуалности. Међутим, где год су истраживачи видели знаке недуалности, Исус је описао само ситуацију у материјалном и релативном постојању – нашем свету. Конкретно, Јеванђеље по Филипу каже: "Светлост и тама, живот и смрт, десно и лево су браћа једно другом. Оне се не могу одвојити једна од друге. Дакле, добри нису добри, а лоши нису лоши, и живот није живот, а смрт није смрт. Стога ће се сваки распасти до своје првобитне основе. Али они који су изнад света нису подложни пропадању, вечном".

### Сикхизам
Сикхизам је монотеистичка религија са недвојним погледом на свет. Сматра се да је примарни узрок патње у сикизму его (Пењ. аханкар), илузија поистовећивања себе са индивидуом, одвојеном од околине. Из ега произилазе жеље, понос, емоционалне везаности, бес, пожуда итд., што човека ставља на пут уништења. Према сикизму, права природа човека је Божја природа и све долази од Бога. Циљ Сика је да победи его и схвати праву природу себе, једно са Богом.

### Суфизам
Суфизам (арапски: تصوف‎ - „тасаввуф“, што значи „мистицизам“) се често сматра мистичном традицијом ислама. Постоји неколико суфијских редова који прате учења специфичних духовних учитеља, али све суфије везује концепт уништења ега (елиминисање дихотомије субјект/објекат између човечанства и божанског) кроз различите религиозне вежбе и упорне, све већа жеља за јединством са божанским. Реза Аслан пише: „Циљ је створити нераскидиву заједницу између појединца и Божанског.
Централна доктрина суфизма, која се понекад назива вахдат ал-вуџуд (Јединство бића), је суфијско схватање тевхида (јединства Бога; апсолутни монотеизам). Врло једноставно речено: за суфије, тевхид имплицира да сви феномени изражавају једну стварност, или Вујдуд (биће), што је у стварности Ал-Хак (Истина, Бог). Суштина Бића/Истине/Бога је лишена било каквог облика или квалитета, и стога је неманифестована, а ипак неодвојива од сваког облика и сваке појаве, материјалне или духовне. Ово се често схвата као да је сваки феномен аспект истине, али би у исто време било погрешно сматрати да он заиста постоји. Главни циљ свих суфија је да напусте све концепте дуализма (укључујући и о нечијем одвојеном ја) и да остваре божанско јединство, које се сматра истином.